# Tour De Otra Manera
Tour De Otra Manera fue la octava gira de conciertos de la cantante española Merche, enmarcado dentro de la promoción su nuevo álbum De Otra Manera (publicado en octubre de 2017). La gira está dividida en dos etapas: la primera de ellas se corresponde con todos los conciertos ofrecidos por la gaditana durante el año 2017, en apoyo a su sencillo Pasajeros y anunciada bajo el sobrenombre Tour Pasajeros. La segunda etapa se correspondió con los conciertos ofrecidos como promoción del nuevo álbum, y coincidirá con todos los ofrecidos entre 2018 y 2019. Por esta razón, la gira fue renombrada y empleó el nombre del álbum.

## Fechas
| Primera etapa: 2017 "Tour Pasajeros"             |                           |        |                                       |
| 10 de junio de 2017                              | Carboneras                | España | Parque Andaluz                        |
| 24 de junio de 2017                              | Castellanos de Villiquera | España | Escenario Municipal                   |
| 23 de julio de 2017                              | Villanueva de la Cañada   | España | Recinto Ferial de Villanueva          |
| 5 de agosto de 2017                              | Riveira                   | España | Plaza de España                       |
| 11 de agosto de 2017                             | La Guardia de Jaén        | España | Recinto Ferial de La Guardia          |
| 12 de agosto de 2017                             | Navalvillar de Pela       | España | Recinto El Pozón                      |
| 13 de agosto de 2017                             | Agudo                     | España | Plaza de Toros de Agudo               |
| 14 de agosto de 2017                             | Lepe                      | España | Recinto Ferial de Lepe                |
| 15 de agosto de 2017                             | Torrox                    | España | Caseta Municipal                      |
| 26 de agosto de 2017                             | San Andrés y Sauces       | España | Plaza de Montserrat                   |
| 8 de septiembre de 2017                          | Elda                      | España | Plaza Castelar                        |
| 9 de septiembre de 2017                          | Madrid                    | España | WiZink Center                         |
| 10 de septiembre de 2017                         | Vilasar de Dalt           | España | Parque Acuático Illa Fantasía         |
| 21 de septiembre de 2017                         | Valladolid                | España | Sala Black Pearl Club                 |
| 23 de septiembre de 2017                         | Villamartín               | España | Auditorio Municipal                   |
| 28 de septiembre de 2017                         | Bilbao                    | España | Palacio Euskalduna                    |
| 5 de octubre de 2017                             | Ciudad Real               | España | Club de Ocio Nudos                    |
| 7 de octubre de 2017                             | San Fernando              | España | Real Teatro de las Cortes             |
| 19 de octubre de 2017                            | Córdoba                   | España | Góngora Gran Café                     |
| Segunda etapa: 2018 - 2019 "Tour De Otra Manera" |                           |        |                                       |
| 6 de marzo de 2018                               | Madrid                    | España | Teatro Cofidís Alcázar                |
| 9 de marzo de 2018                               | Granada                   | España | Palacio de Congresos de Granada       |
| 10 de marzo de 2018                              | El Ejido                  | España | Teatro Municipal de El Ejido          |
| 16 de marzo de 2018                              | Ronda                     | España | Teatro Municipal Vicente Espinel      |
| 17 de marzo de 2018                              | Algeciras                 | España | Teatro Florida                        |
| 23 de marzo de 2018                              | Córdoba                   | España | Teatro Góngora                        |
| 6 de abril de 2018                               | Logroño                   | España | Auditorio Riojaforum                  |
| 7 de abril de 2018                               | Bilbao                    | España | Palacio Euskalduna                    |
| 19 de abril de 2018                              | Málaga                    | España | Teatro del Soho                       |
| 20 de abril de 2018                              | Burgos                    | España | Auditorio Caja de Burgos              |
| 21 de abril de 2018                              | Valladolid                | España | Teatro Zorrilla                       |
| 27 de abril de 2018                              | Santiago                  | España | Auditorio de Galicia                  |
| 28 de abril de 2018                              | Ávila                     | España | Teatro Fundación Caja Ávila           |
| 5 de mayo de 2018                                | Málaga                    | España | Palacio de Deportes Martín Carpena    |
| 13 de mayo de 2018                               | Barcelona                 | España | Sala BARTS                            |
| 18 de mayo de 2018                               | Águilas                   | España | Auditorio Infanta Elena               |
| 19 de mayo de 2018                               | Valencia                  | España | Palau de les Arts Reina Sofía         |
| 26 de mayo de 2018                               | León                      | España | Auditorio Ciudad de León              |
| 27 de mayo de 2018                               | Pontevedra                | España | Recinto Ferial                        |
| 1 de junio de 2018                               | Tarragona                 | España | Auditori del Palau Firal i Congresos  |
| 2 de junio de 2018                               | San Sebastián             | España | Auditorio Kursaal                     |
| 8 de junio de 2018                               | Vigo                      | España | Teatro Afundación                     |
| 22 de junio de 2018                              | Alhaurín de la Torre      | España | Recinto Ferial                        |
| 29 de junio de 2018                              | Zaragoza                  | España | Teatro Las Esquinas                   |
| 1 de julio de 2018                               | Almonte                   | España | Recinto Ferial                        |
| 6 de julio de 2018                               | Madrid                    | España | Puerta del Sol                        |
| 21 de julio de 2018                              | Santiago del Teide        | España | Plaza del Ayuntamiento                |
| 27 de julio de 2018                              | La Matanza de Acentejo    | España | Recinto Ferial                        |
| 4 de agosto de 2018                              | Isla Cristina             | España | Teatro Municipal Horacio Noguera      |
| 17 de agosto de 2018                             | Puente Genil              | España | Recinto Ferial                        |
| 18 de agosto de 2018                             | Málaga                    | España | Auditorio Municipal Cortijo de Torres |
| 21 de agosto de 2018                             | Paterna                   | España | Recinto Ferial                        |
| 25 de agosto de 2018                             | Valga                     | España | Recinto Ferial                        |
| 26 de agosto de 2018                             | Colindres                 | España | Teatro Casa Cultural                  |
| 1 de septiembre de 2018                          | Vilanova del Camí         | España | Recinto Ferial                        |
| 3 de septiembre de 2018                          | Melilla                   | España | Recinto Ferial                        |
| 6 de septiembre de 2018                          | Guillena                  | España | Recinto Ferial                        |
| 7 de septiembre de 2018                          | Ayamonte                  | España | Recinto Ferial                        |
| 8 de septiembre de 2018                          | Madrid                    | España | WiZink Center                         |
| 14 de septiembre de 2018                         | Guía de Isora             | España | Plaza del Ayuntamiento                |
| 20 de septiembre de 2018                         | Olula del Río             | España | Recinto Ferial                        |
| 10 de octubre de 2018                            | Fuengirola                | España | Palacio de la Paz                     |
| 26 de octubre de 2018                            | Alicante                  | España | Teatro Arniches                       |
| 27 de octubre de 2018                            | Pamplona                  | España | Auditorio Baluarte                    |
| 10 de noviembre de 2018                          | Palma del Río             | España | Teatro Coliseo                        |
| 16 de noviembre de 2018                          | Ávila                     | España | Teatro Fundación Ávila                |
| 17 de noviembre de 2018                          | Santiago de Compostela    | España | Auditorio de Galicia                  |
| 5 de diciembre de 2018                           | Cádiz                     | España | Gran Teatro Falla                     |
| 23 de febrero de 2019                            | Don Benito                | España | Recinto Ferial                        |
| 16 de marzo de 2019                              | Marchamalo                | España | Teatro Ateneo Arriaga                 |
| 27 de abril de 2019                              | Palos de la Frontera      | España | Carpa Casa de la Juventud             |
| 14 de mayo de 2019                               | Talavera de la Reina      | España | Plaza de la Comarca                   |
| 28 de junio de 2019                              | Navas de San Juan         | España | Caseta Municipal                      |
| 3 de agosto de 2019                              | Escairón                  | España | Escenario Municipal                   |
| 3 de septiembre de 2019                          | Alcorcón                  | España | Auditorio Paco de Lucía               |
| 7 de septiembre de 2019                          | Argamasilla de Calatrava  | España | Parque Huerta Asaura                  |
| 13 de septiembre de 2019                         | Fuenlabrada               | España | Carpa Municipal                       |
| 15 de septiembre de 2019                         | Vilasar de Dalt           | España | Parque Acuático Illa Fantasía         |
| 21 de septiembre de 2019                         | Castilleja de la Cuesta   | España | Recinto Ferial                        |
| 11 de octubre de 2019                            | Santa Úrsula              | España | Pabellón Mpal. Fernando Luis González |
| 19 de octubre de 2019                            | Barcelona                 | España | Auditori del Fòrum                    |
| 30 de noviembre de 2019                          | San Pedro de Alcántara    | España | Avenida Marqués del Duero             |